# Lévrier (torpilleur)
Pour les articles homonymes, voir Lévrier (homonymie).
Le Lévrier est le navire de tête d’une classe de deux aviso-torpilleurs, la classe Lévrier, qui ont été construits pour la Marine nationale française avant le début du XXe siècle.

## Conception
Les navires de la classe Lévrier étaient plus lourds, plus grands et avec une artillerie plus importante que les navires de la classe Bombe. Ils étaient considérés comme des contre-torpilleurs. Les navires avaient deux mâts et une seule grande cheminée. L’étrave était droite, et le gaillard d'avant était prolongé par le pont supérieur jusqu’à 9 mètres de la poupe. Les côtés de la coque étaient incurvés comme sur la classe Bombe précédente,.
La propulsion était assurée par deux chaudières VTE et deux chaudières Belleville, entraînant deux arbres d'hélice. Les navires emportaient 127 tonnes de charbon,.
Leur armement se composait d’un canon de 65 mm, trois canons de 47 mm, deux canons de 37 mm et trois tubes lance-torpilles de 450 mm. Le 65 mm était à l’avant, les 47 mm à l’arrière et sur chaque bord en encorbellement, et les tubes lance-torpilles étaient à l’avant et à l’arrière de la cheminée,.

## Carrière
Le Lévrier a été mis en service en janvier 1893. Il est d'abord affecté à l'Escadre de la Méditerranée. Au début de sa carrière, il participe aux manœuvres de juillet 1892 au large de Marseille. Il est photographié à Villefranche-sur-Mer, arborant juste en avant de la cheminée un drapeau blanc avec des points noirs comme marque d’identification.
Il est affecté comme stationnaire à Constantinople, puis en Crête à partir de 1896. Il est affecté à la Défense mobile de la Corse à Ajaccio entre 1901 et 1907. Il est désarmé le 6 mars 1908, et radié en 1910,. Le Lévrier est vendu à Toulon le 14 décembre 1910 à M. Justin Bernard pour 36.582,00 Francs. Il est démantelé Quai de Rive-Neuve à Marseille en 1911.